# الرياضة في كولومبيا

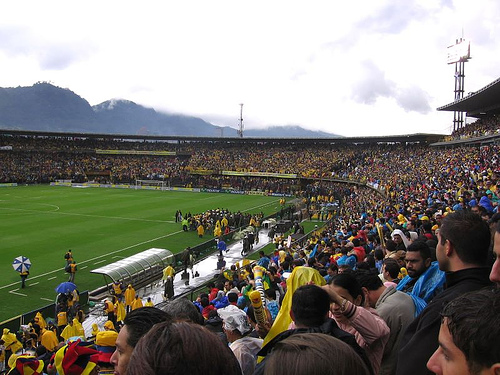
مشهد لمباراة لمنتخب كولومبيا لكرة القدم ضد منتخب البرازيل لكرة القدم في بوغوتا

الرياضة في كولومبيا تشير إلى ممارسة الرياضة في كولومبيا، كرة القدم وركوب الدراجات هما الرياضتين الأكثر في كولومبيا، والرياضات الشعبية الأخرى في كولومبيا هي الملاكمة وكرة الطائرة وألعاب القوى وكرة القاعدة والغولف ورفع الأثقال والفروسية والرماية والجودو وكرة السلة، مثل أغلب دول أمريكا اللاتينية تعدّ كرة القدم هي الرياضة الأكثر شعبية في كولومبيا ويعدّ منتخب كولومبيا لكرة القدم من أقوى منتخبات كرة القدم حالياً وقد خرج من المنتخب عدة لاعبين محترفين على مدار تاريخها مثل كارلوس فالديراما ورينيه هيجيتا وراداميل فالكاو وخاميس رودريغيز.